# Équipe de Belgique de football en 2022
Maillots
Chronologie
Saison précédente Saison suivante
L'équipe de Belgique de football participe en 2022 à sa quatorzième phase finale de Coupe du monde, la troisième consécutive, dont cette édition se tient au Qatar du 20 novembre au 18 décembre 2022 et dispute la Ligue A de la Ligue des nations pour la troisième fois consécutive.

## Objectifs
L'objectif principal de cette année 2022 est d'atteindre la finale de la Coupe du monde, 4 ans après la médaille de bronze empochée en 2018, avec l'ambition de gagner le titre mais aussi se qualifier pour la phase finale de la Ligue des nations qui se dispute l'année suivante est également un objectif.

## Résumé de la saison
Dès novembre 2021, une fois la qualification pour le Mondial qatari en poche, Roberto Martínez annonce que le prochain rassemblement des Diables Rouges en mars, face à deux adversaires encore à déterminer, ne concernerait que les joueurs ayant moins de 50 capes. L'objectif du sélectionneur est, d'une part, de préparer l'avenir et de développer les joueurs nés entre 1997 et 2008 qui seront amenés à disputer la Coupe du monde 2026 et, d'autre part, de préserver les joueurs cadres en leur octroyant un peu de repos, à l'image du prélude à la Coupe du monde en Russie où la Belgique n'avait disputé qu'une seule rencontre amicale.
Fin janvier et début février, les adversaires sont dévoilés : il s'agira de l'Irlande et du Burkina Faso, demi-finaliste de la dernière CAN. Zinho Vanheusden, qui pouvait clairement espérer faire partie des titulaires lors de ces rencontres, doit malheureusement déclarer forfait début mars car, blessé au ischio-jambiers mi-février, le défenseur ne peut être rétabli pour la double confrontation. Eden Hazard et Romelu Lukaku en difficulté dans leur clubs respectifs, d'aucuns se demandent si ces deux joutes amicales ne seraient pas l'occasion de leur offrir du temps de jeu et de les relancer mais Martínez confirme sa volonté de ne sélectionner aucun joueur avec plus de 50 sélections et ne faire aucune exception.
Martínez dévoile sa sélection le vendredi 18 mars et celle-ci est sans réelle surprise, Timothy Castagne encore convalescent n'est pas repris et seul un nouveau joueur est appelé : Siebe Van der Heyden, qui bénéficie de la belle saison réalisée par l'Union Saint-Gilloise. Si elle est inédite, la liste du sélectionneur espagnol, compte tenu des déclarations de celui-ci, n'est pas inattendue et ratisse parmi les joueurs ayant déjà goûté à l'expérience du noyau A dans le passé avec la seule exception de Van der Heyden qui est censé compenser, poste pour poste et dans un système similaire à celui qu'il connaît en club, l'absence conjuguée de Zinho Vanheusden et d'Hannes Delcroix. Doyen de ces « U50 » en termes de sélections, Youri Tielemans est désigné comme capitaine pour ces deux rencontres. Le 22 mars, Koen Casteels, blessé, quitte le groupe et n'est pas remplacé. Deux jours plus tard, c'est au tour de Jérémy Doku de jeter l'éponge, touché au mollet et pas suffisamment rétabli, l'ailier de 19 ans rentre au club.
Alors qu'ils viennent d'abandonner leur 1re place au classement mondial de la FIFA au Brésil, les Belges sont néanmoins tête de série lors du tirage au sort de la phase finale de la Coupe du monde qui a lieu le 1er avril à 19 h (heure locale) au Doha Exhibition & Convention Center (DECC) au Qatar. Les Diables Rouges sont versés dans le groupe F en compagnie du Canada, du Maroc et de la Croatie, finaliste du dernier opus.
Le tirage au sort de la phase éliminatoire de l'Euro 2024 a lieu le 9 octobre au Festhalle à Francfort et désigne l'Autriche, la Suède, l'Azerbaïdjan et l'Estonie comme adversaires de la Belgique dans le groupe F. Les rencontres auront lieu du 23 mars 2023 au 26 mars 2024 afin de déterminer les 23 nations qualifiées pour la phase finale aux côtés de l'Allemagne.
Une première victoire acquise dans la douleur face au Canada (1-0), tant les nord-américains, parmi lesquels certains ont joué ou jouent encore dans le championnat belge, ont malmené les Diables Rouges, suivie d'une défaite contre le Maroc (0-2), au sein duquel évoluent de nombreux bi-nationaux ayant soif de revanche face à un pays où les choix des entraîneurs leur sont souvent défavorables et qui va reproduire le parcours mythique de la Belgique à l'occasion du Mundial mexicain en atteignant lui aussi les demi-finales, condamnent la Belgique à l'exploit face à la Croatie lors de la dernière partie, achevée sur un nul blanc (0-0). Alors que les Diables Rouges espéraient enfin soulever un trophée, c'est une équipe vieillissante et en manque d'inspiration qui est éliminée prématurément en réalisant sa pire performance en phase finale d'une Coupe du monde depuis 1998.
Lors de la conférence de presse consécutive à cette dernière rencontre, Roberto Martínez annonce son départ après six ans à la tête de l'équipe de Belgique. Alors que les éliminatoires du Championnat d'Europe en Allemagne sont dans le viseur, la fédération doit partir à la recherche, non seulement, d'un nouveau sélectionneur mais également d'un nouveau directeur technique car Martínez cumulait les deux fonctions depuis 2018. Dans la foulée de ce départ, c'est au tour d'Eden Hazard d'annoncer mettre un terme à sa carrière internationale le 7 décembre via Instagram.

## Bilan de l'année
Le premier objectif de l'année est manqué, défaits à deux reprises par leurs voisins bataves, les Diables Rouges n'arrivent pas à se qualifier pour la phase finale de la Ligue des nations. En outre, la Belgique perd sa 1re place au classement de la FIFA au profit du Brésil en début d'année. Au Qatar, alors que les Belges espéraient enfin soulever un trophée, c'est une équipe vieillissante et en manque d'inspiration qui est éliminée prématurément en réalisant sa pire performance en phase finale d'une Coupe du monde depuis 1998 et qui présente un bien piètre bilan global cette année.

### Ligue des nations 2022-2023

#### Phase de groupes (Ligue A, Groupe 4)
| Rang | Équipe           | Pts | J | G | N | P | Bp | Bc | Diff |  | Résultats (▼ dom., ► ext.) |     |     |     |     |
| ---- | ---------------- | --- | - | - | - | - | -- | -- | ---- |  | -------------------------- | --- | --- | --- | --- |
| 1    | Pays-Bas         | 16  | 6 | 5 | 1 | 0 | 14 | 6  | +8   |  | Pays-Bas                   |     | 1-0 | 2-2 | 3-2 |
| 2    | Belgique         | 10  | 6 | 3 | 1 | 2 | 11 | 8  | +3   |  | Belgique                   | 1-4 |     | 6-1 | 2-1 |
| 3    | Pologne          | 7   | 6 | 2 | 1 | 3 | 6  | 12 | -6   |  | Pologne                    | 0-2 | 0-1 |     | 2-1 |
| 4    | Pays de Galles P | 1   | 6 | 0 | 1 | 5 | 6  | 11 | -5   |  | Pays de Galles P           | 1-2 | 1-1 | 0-1 |     |

Légende des classements
- Qualifiée pour la phase finale
- Relégation en Ligue B

### Coupe du monde 2022

#### Phase de groupes (Groupe F)
|   | Équipe   | Pts | J | G | N | P | Bp | Bc | Diff |
| 1 | Maroc    | 7   | 3 | 2 | 1 | 0 | 4  | 1  | +3   |
| 2 | Croatie  | 5   | 3 | 1 | 2 | 0 | 4  | 1  | +3   |
| 3 | Belgique | 4   | 3 | 1 | 1 | 1 | 1  | 2  | -1   |
| 4 | Canada   | 0   | 3 | 0 | 0 | 3 | 2  | 7  | -5   |

| 12 | 23 novembre 2022  | Maroc    | 0 - 0 | Croatie  |
| 9  | 23 novembre 2022  | Belgique | 1 - 0 | Canada   |
| 26 | 27 novembre 2022  | Belgique | 0 - 2 | Maroc    |
| 27 | 27 novembre 2022  | Croatie  | 4 - 1 | Canada   |
| 41 | 1er décembre 2022 | Croatie  | 0 - 0 | Belgique |
| 42 | 1er décembre 2022 | Canada   | 1 - 2 | Maroc    |

### Classement mondial FIFA
| Classement | Équipe     | Score total (déc. 2022) | Points précédents (déc. 2021) | Évolution | Position        |
| ---------- | ---------- | ----------------------- | ----------------------------- | --------- | --------------- |
| 1          | Brésil     | 1 840,77                | 1 826,35                      | +14,42    | en augmentation |
| 2          | Argentine  | 1 838,38                | 1 750,51                      | +87,87    | en augmentation |
| 3          | France     | 1 823,39                | 1 786,15                      | +37,24    | en stagnation   |
| 4          | Belgique   | 1 781,30                | 1 828,45                      | -47,15    | en diminution   |
| 5          | Angleterre | 1 774,19                | 1 755,52                      | +18,67    | en diminution   |

Source : FIFA.

## Les matchs
| Match amical                                                  | République d'Irlande          | 2 - 2   | Belgique                    | Aviva Stadium Dublin, Irlande                    |                                                  |
| 26 mars 2022 · 17:00 heure locale · Historique des rencontres | Ogbene 35e · Browne 85e       | (1 – 1) | Batshuayi 12e · Vanaken 58e | Spectateurs : 48 808 Arbitrage : Nick Walsh (en) | Spectateurs : 48 808 Arbitrage : Nick Walsh (en) |
| 26 mars 2022 · 17:00 heure locale · Historique des rencontres | Rapport (UEFA) Rapport (RBFA) |         |                             | Spectateurs : 48 808 Arbitrage : Nick Walsh (en) | Spectateurs : 48 808 Arbitrage : Nick Walsh (en) |

Note : Ce match amical fut organisé pour célébrer le 100e anniversaire de la Fédération d'Irlande de football (FAI).
| Match amical                                                  | Belgique                                 | 3 - 0   | Burkina Faso | Lotto Park Anderlecht, Belgique                     |                                                     |
| 29 mars 2022 · 20:45 heure locale · Historique des rencontres | Vanaken 16e · Trossard 18e · Benteke 75e | (2 – 0) |              | Spectateurs : 15 000 Arbitrage : Dennis Higler (nl) | Spectateurs : 15 000 Arbitrage : Dennis Higler (nl) |
| 29 mars 2022 · 20:45 heure locale · Historique des rencontres | Rapport (UEFA) Rapport (RBFA)            |         |              | Spectateurs : 15 000 Arbitrage : Dennis Higler (nl) | Spectateurs : 15 000 Arbitrage : Dennis Higler (nl) |

Note : Première rencontre officielle entre les deux nations.
| Ligue des nations 2022-2023 Ligue A - Groupe 4               | Belgique                      | 1 - 4   | Pays-Bas                                      | Stade Roi Baudouin Bruxelles, Belgique                                                                               | |
| 3 juin 2022 · 20:45 heure locale · Historique des rencontres | Batshuayi 90+3e               | (0 – 1) | Bergwijn 40e · Memphis 51e 65e · Dumfries 61e | Spectateurs : 38 327 Arbitrage : José María Sánchez Martínez (en) Arbitre vidéo : Alejandro Hernández Hernández (en) | Spectateurs : 38 327 Arbitrage : José María Sánchez Martínez (en) Arbitre vidéo : Alejandro Hernández Hernández (en) |
| 3 juin 2022 · 20:45 heure locale · Historique des rencontres | Rapport (UEFA) Rapport (RBFA) |         |                                               | Spectateurs : 38 327 Arbitrage : José María Sánchez Martínez (en) Arbitre vidéo : Alejandro Hernández Hernández (en) | Spectateurs : 38 327 Arbitrage : José María Sánchez Martínez (en) Arbitre vidéo : Alejandro Hernández Hernández (en) |

| Ligue des nations 2022-2023 Ligue A - Groupe 4               | Belgique                                                                      | 6 - 1   | Pologne         | Stade Roi Baudouin Bruxelles, Belgique                                              |                                                                                     |
| 8 juin 2022 · 20:45 heure locale · Historique des rencontres | Witsel 42e · De Bruyne 59e · Trossard 73e 80e · Dendoncker 83e · Openda 90+3e | (1 – 1) | Lewandowski 28e | Spectateurs : 27 409 Arbitrage : Ivan Kružliak (en) Arbitre vidéo : Bastian Dankert | Spectateurs : 27 409 Arbitrage : Ivan Kružliak (en) Arbitre vidéo : Bastian Dankert |
| 8 juin 2022 · 20:45 heure locale · Historique des rencontres | Rapport (UEFA) Rapport (RBFA)                                                 |         |                 | Spectateurs : 27 409 Arbitrage : Ivan Kružliak (en) Arbitre vidéo : Bastian Dankert | Spectateurs : 27 409 Arbitrage : Ivan Kružliak (en) Arbitre vidéo : Bastian Dankert |

| Ligue des nations 2022-2023 Ligue A - Groupe 4                | Pays de Galles                | 1 - 1   | Belgique      | Cardiff City Stadium Cardiff, Pays de Galles                                  |                                                                               |
| 11 juin 2022 · 19:45 heure locale · Historique des rencontres | Johnson 86e                   | (0 – 0) | Tielemans 51e | Spectateurs : 27 188 Arbitrage : Benoît Bastien Arbitre vidéo : Benoît Millot | Spectateurs : 27 188 Arbitrage : Benoît Bastien Arbitre vidéo : Benoît Millot |
| 11 juin 2022 · 19:45 heure locale · Historique des rencontres | Rapport (UEFA) Rapport (RBFA) |         |               | Spectateurs : 27 188 Arbitrage : Benoît Bastien Arbitre vidéo : Benoît Millot | Spectateurs : 27 188 Arbitrage : Benoît Bastien Arbitre vidéo : Benoît Millot |

| Ligue des nations 2022-2023 Ligue A - Groupe 4                | Pologne                       | 0 - 1   | Belgique      | Stade national Varsovie, Pologne                                                     |                                                                                      |
| 14 juin 2022 · 20:45 heure locale · Historique des rencontres |                               | (0 – 1) | Batshuayi 16e | Spectateurs : 56 803 Arbitrage : Irfan Peljto (en) Arbitre vidéo : Paolo Valeri (en) | Spectateurs : 56 803 Arbitrage : Irfan Peljto (en) Arbitre vidéo : Paolo Valeri (en) |
| 14 juin 2022 · 20:45 heure locale · Historique des rencontres | Rapport (UEFA) Rapport (RBFA) |         |               | Spectateurs : 56 803 Arbitrage : Irfan Peljto (en) Arbitre vidéo : Paolo Valeri (en) | Spectateurs : 56 803 Arbitrage : Irfan Peljto (en) Arbitre vidéo : Paolo Valeri (en) |

| Ligue des nations 2022-2023 Ligue A - Groupe 4                     | Belgique                      | 2 - 1   | Pays de Galles | Stade Roi Baudouin Bruxelles, Belgique                                                 |                                                                                        |
| 22 septembre 2022 · 20:45 heure locale · Historique des rencontres | De Bruyne 10e · Batshuayi 37e | (2 – 0) | Moore 50e      | Spectateurs : 28 463 Arbitrage : Ali Palabıyık (en) Arbitre vidéo : Hüseyin Göçek (tr) | Spectateurs : 28 463 Arbitrage : Ali Palabıyık (en) Arbitre vidéo : Hüseyin Göçek (tr) |
| 22 septembre 2022 · 20:45 heure locale · Historique des rencontres | Rapport (UEFA) Rapport (RBFA) |         |                | Spectateurs : 28 463 Arbitrage : Ali Palabıyık (en) Arbitre vidéo : Hüseyin Göçek (tr) | Spectateurs : 28 463 Arbitrage : Ali Palabıyık (en) Arbitre vidéo : Hüseyin Göçek (tr) |

| Ligue des nations 2022-2023 Ligue A - Groupe 4                     | Pays-Bas                      | 1 - 0   | Belgique | Johan Cruyff Arena Amsterdam, Pays-Bas                                         |                                                                                |
| 25 septembre 2022 · 20:45 heure locale · Historique des rencontres | van Dijk 73e                  | (0 – 0) |          | Spectateurs : 52 314 Arbitrage : Anthony Taylor Arbitre vidéo : Stuart Attwell | Spectateurs : 52 314 Arbitrage : Anthony Taylor Arbitre vidéo : Stuart Attwell |
| 25 septembre 2022 · 20:45 heure locale · Historique des rencontres | Rapport (UEFA) Rapport (RBFA) |         |          | Spectateurs : 52 314 Arbitrage : Anthony Taylor Arbitre vidéo : Stuart Attwell | Spectateurs : 52 314 Arbitrage : Anthony Taylor Arbitre vidéo : Stuart Attwell |

| Match amical                                                      | Égypte                                | 2 - 1   | Belgique   | Stade international Jaber Al-Ahmad (en) Koweït, Koweït                      |                                                                             |
| 18 novembre 2022 · 18:00 heure locale · Historique des rencontres | Mohamed 33e · Trézéguet 46e           | (1 – 0) | Openda 76e | Spectateurs : 57 400 Arbitrage : Ali Shaban Arbitre vidéo : Abdullah Jamali | Spectateurs : 57 400 Arbitrage : Ali Shaban Arbitre vidéo : Abdullah Jamali |
| 18 novembre 2022 · 18:00 heure locale · Historique des rencontres | Rapport (UEFA) Rapport (RBFA) Rapport |         |            | Spectateurs : 57 400 Arbitrage : Ali Shaban Arbitre vidéo : Abdullah Jamali | Spectateurs : 57 400 Arbitrage : Ali Shaban Arbitre vidéo : Abdullah Jamali |

| Coupe du monde 2022 Premier tour - Groupe F                       | Belgique                      | 1 - 0   | Canada | Stade Ahmed-ben-Ali Al Rayyan, Qatar                                     |                                                                          |
| 23 novembre 2022 · 22:00 heure locale · Historique des rencontres | Batshuayi 44e                 | (1 – 0) |        | Spectateurs : 40 432 Arbitrage : Janny Sikazwe Arbitre vidéo : Juan Soto | Spectateurs : 40 432 Arbitrage : Janny Sikazwe Arbitre vidéo : Juan Soto |
| 23 novembre 2022 · 22:00 heure locale · Historique des rencontres | Rapport (FIFA) Rapport (RBFA) |         |        | Spectateurs : 40 432 Arbitrage : Janny Sikazwe Arbitre vidéo : Juan Soto | Spectateurs : 40 432 Arbitrage : Janny Sikazwe Arbitre vidéo : Juan Soto |

| Coupe du monde 2022 Premier tour - Groupe F                       | Belgique                      | 0 - 2   | Maroc                        | Stade d'Al-Thumama Doha, Qatar                                                             |                                                                                            |
| 27 novembre 2022 · 16:00 heure locale · Historique des rencontres |                               | (0 – 0) | Sabiri 73e · Aboukhlal 90+2e | Spectateurs : 43 738 Arbitrage : César Arturo Ramos Arbitre vidéo : Fernando Guerrero (nl) | Spectateurs : 43 738 Arbitrage : César Arturo Ramos Arbitre vidéo : Fernando Guerrero (nl) |
| 27 novembre 2022 · 16:00 heure locale · Historique des rencontres | Rapport (FIFA) Rapport (RBFA) |         |                              | Spectateurs : 43 738 Arbitrage : César Arturo Ramos Arbitre vidéo : Fernando Guerrero (nl) | Spectateurs : 43 738 Arbitrage : César Arturo Ramos Arbitre vidéo : Fernando Guerrero (nl) |

| Coupe du monde 2022 Premier tour - Groupe F                        | Croatie                       | 0 - 0   | Belgique | Stade Ahmed-ben-Ali Al Rayyan, Qatar                                             |                                                                                  |
| 1er décembre 2022 · 18:00 heure locale · Historique des rencontres |                               | (0 – 0) |          | Spectateurs : 43 984 Arbitrage : Anthony Taylor Arbitre vidéo : Marco Fritz (en) | Spectateurs : 43 984 Arbitrage : Anthony Taylor Arbitre vidéo : Marco Fritz (en) |
| 1er décembre 2022 · 18:00 heure locale · Historique des rencontres | Rapport (FIFA) Rapport (RBFA) |         |          | Spectateurs : 43 984 Arbitrage : Anthony Taylor Arbitre vidéo : Marco Fritz (en) | Spectateurs : 43 984 Arbitrage : Anthony Taylor Arbitre vidéo : Marco Fritz (en) |

## Les joueurs
| Joueurs              | Joueurs                | Amical | Amical | LN 2023 | LN 2023 | LN 2023   | LN 2023 | LN 2023 | LN 2023 | Amical | CM 2022 | CM 2022 | CM 2022 |
| -------------------- | ---------------------- | ------ | ------ | ------- | ------- | --------- | ------- | ------- | ------- | ------ | ------- | ------- | ------- |
| Gardiens de but      |                        |        |        |         |         |           |         |         |         |        |         |         |         |
| Simon Mignolet       | Club Bruges KV         | 90     |        | 90      | 90      | r         | 90      | r       | r       | r      | r       | r       | r       |
| Thomas Kaminski      | Blackburn Rovers       | r      | r      |         |         |           |         |         |         |        |         |         |         |
| Matz Sels            | RC Strasbourg          | r      | 90     | r       | r       | r         | r       |         |         |        |         |         |         |
| Davy Roef            | KAA La Gantoise        |        | r      |         |         |           |         |         |         |        |         |         |         |
| Koen Casteels        | VfL Wolfsbourg         |        |        |         | r       | 90        | r       | r       | r       | r      | r       | r       | r       |
| Thibaut Courtois     | Real Madrid            |        |        |         |         |           |         | 90      | 90      | 90     | 90      | 90      | 90      |
| Défenseurs           |                        |        |        |         |         |           |         |         |         |        |         |         |         |
| Jason Denayer        | Olympique lyonnais     | 90     | 46e    |         |         |           |         |         |         |        |         |         |         |
| Dedryck Boyata       | Hertha Berlin          | 90     |        | 90      | r       | 90        |         |         |         |        |         |         |         |
| Arthur Theate        | Bologne FC             | 75e    | r      | r       | r       | 90 61e    | r       | r       | r       | 71e    | r       | r       | r       |
| Sebastiaan Bornauw   | VfL Wolfsburg          | r      | 90     |         |         |           |         |         |         |        |         |         |         |
| Siebe Van der Heyden | Union Saint-Gilloise   | r      | 90     |         |         |           |         |         |         |        |         |         |         |
| Wout Faes            | Stade de Reims         |        | r      |         | 84e     |           |         |         |         | r      | r       | r       | r       |
| Toby Alderweireld    | Al-Duhail SC           |        |        | 90      | 90      | r         | 90      | 90      | 90      | 90     | 90      | 90      | 90      |
| Jan Vertonghen       | SL Benfica             |        |        | 90      | 90      | r         | 90      | 90      | 90      | 71e    | 90      | 90      | 90      |
| Brandon Mechele      | Club Bruges KV         |        |        |         |         |           | r       |         |         |        |         |         |         |
| Zeno Debast          | RSC Anderlecht         |        |        |         |         |           |         | 90      | 90      | 90     | r       | r       | r       |
| Milieux de terrain   |                        |        |        |         |         |           |         |         |         |        |         |         |         |
| Alexis Saelemaekers  | AC Milan               | 46e    | 53e    | r       |         | r         | r       | r       | r       |        |         |         |         |
| Leander Dendoncker   | Wolverhampton          | 90     | 46e    | r       | 90      | 90        | 90      | r       |         | r      | 90      | r       | 72e 67e |
| Youri Tielemans      | Leicester City         | 90     | 90     | r       | 90      | 90        | 90      | 75e     | 74e     | 46e    | 46e     | 60e     | 72e     |
| Thorgan Hazard       | Borussia Dortmund      | 90     |        |         | 84e     | 61e       | 62e     |         | r       | r      | r       | 75e     | 59e     |
| Hans Vanaken         | Club Bruges KV         | 90     | 78e    | 46e     | r       | r         | 46e     | 75e     | r       | 46e    | r       | r       | r       |
| Albert Sambi Lokonga | Arsenal                | r      | r      |         |         |           |         |         |         |        |         |         |         |
| Thomas Foket         | Stade de Reims         | 46e    | 90     |         |         |           | 62e     |         |         |        |         |         |         |
| Orel Mangala         | VfB Stuttgart          | 75e    | 78e    |         |         |           |         |         |         |        |         |         |         |
| Thomas Meunier       | Borussia Dortmund      |        |        | 67e     | r       | 90        |         | 90      | 46e     | 71e    | 46e 54e | 81e     | 87e     |
| Kevin De Bruyne      | Manchester City        |        |        | 90      | 75e     | 72e       |         | 90+1e   | 90      | 46e    | 90      | 90      | 90      |
| Axel Witsel          | Borussia Dortmund      |        |        | 67e     | 84e 36e | 90+3e     | 46e     | 90      | 90      | 90     | 90      | 90      | 90      |
| Timothy Castagne     | Leicester City         |        |        | 90      | 84e     | r         | 90      | r       | 82e     | 82e    | 90      | 90      | 90      |
| Yannick Carrasco     | Atlético Madrid        |        |        | 67e     | 90      | 61e 45+1e |         | 65e     | 46e     | 90     | 46e 9e  | r       | 72e     |
| Amadou Onana         | LOSC Lille             |        |        | 46e     |         |           |         | r       | 74e     | r      | 46e 56e | 60e 29e |         |
| Dennis Praet         | Torino FC              |        |        |         |         | 72e       | r       |         |         |        |         |         |         |
| Attaquants           |                        |        |        |         |         |           |         |         |         |        |         |         |         |
| Charles De Ketelaere | Club Bruges KV         | 75e    | 53e    | r       | 75e     |           | 80e     | 90+1e   | 46e     | r      | r       | 75e     | r       |
| Michy Batshuayi      | Beşiktaş JK            | 83e    | 69e    | 67e     | 84e     | 90        | 67e     | 65e     | 46e     | 46e    | 78e     | 75e     | r       |
| Leandro Trossard     | Brighton & Hove Albion | r      | 78e    | 27e     | 66e     | 72e       | 67e     | 65e     | 64e     |        | 62e     | 75e     | 59e     |
| Yari Verschaeren     | RSC Anderlecht         | r      | 53e    |         |         |           |         |         |         |        |         |         |         |
| Divock Origi         | Liverpool              | r      | 78e    |         |         |           |         |         |         |        |         |         |         |
| Adnan Januzaj        | Real Sociedad          | 75e    | 53e    |         |         | r         | r       |         |         |        |         |         |         |
| Christian Benteke    | Crystal Palace         | 83e    | 69e    |         |         |           |         |         |         |        |         |         |         |
| Dante Vanzeir        | Union Saint-Gilloise   |        | r      |         |         |           |         |         |         |        |         |         |         |
| Eden Hazard          | Real Madrid            |        |        | 46e     | 66e     | 72e       | 67e     | 65e     | 64e     | 71e    | 62e     | 60e     | 87e     |
| Romelu Lukaku        | Chelsea                |        |        | 27e     |         |           |         |         |         |        | r       | 81e     | 46e     |
| Dries Mertens        | SSC Naples             |        |        | 46e 47e | r       |           | 80e     | 65e     |         | 46e    | r       | 60e     | 46e     |
| Loïs Openda          | Vitesse Arnhem         |        |        |         | 84e ,   | 90+3e     | 67e     | 65e     | r       | 46e    | 78e     | r       | r       |
| Dodi Lukebakio       | Hertha Berlin          |        |        |         |         |           |         |         | 82e     |        |         |         |         |
| Jérémy Doku          | Stade rennais          |        |        |         |         |           |         |         |         | 82e    | r       | r       | 72e     |

Un « r » indique un joueur qui était parmi les remplaçants mais qui n'est pas monté au jeu.
1. 1 2 3  Dernière sélection officielle pour le joueur.
2. 1 2 3 4 5 6  Première sélection officielle pour le joueur.
3. 1 2  Premier but officiel pour le joueur.

## Aspects socio-économiques

### Audiences télévisuelles
| Jour de diffusion | Match                     | Compétition       | Diffuseur francophone | Téléspectateurs | Part d'audience | Diffuseur néerlandophone | Téléspectateurs | Part d'audience |
| ----------------- | ------------------------- | ----------------- | --------------------- | --------------- | --------------- | ------------------------ | --------------- | --------------- |
| 26 mars 2022      | Rép. d'Irlande - Belgique | Amical            | La Une                | 377 254         | 35,0%           | VTM                      | 505 542         | n.c.            |
| 29 mars 2022      | Belgique - Burkina Faso   | Amical            | La Une                | 479 800         | 37,1%           | VTM                      | 645 722         | n.c.            |
| 3 juin 2022       | Belgique - Pays-Bas       | Ligue des nations | RTL TVI               | 591 027         | 43,0%           | VTM                      | 916 772         | 44,5%           |
| 8 juin 2022       | Belgique - Pologne        | Ligue des nations | RTL TVI               | 701 283         | 52,4%           | VTM                      | 1 002 022       | 45,3%           |
| 11 juin 2022      | Pays de Galles - Belgique | Ligue des nations | RTL TVI               | 581 152         | 44,0%           | VTM                      | 889 932         | 48,8%           |
| 14 juin 2022      | Pologne - Belgique        | Ligue des nations | RTL TVI               | 669 973         | 43,5%           | VTM                      | 939 262         | 42,7%           |
| 22 septembre 2022 | Belgique - Pays de Galles | Ligue des nations | RTL TVI               | 619 080         | 42,6%           | VTM                      | 771 649         | 34,1%           |
| 25 septembre 2022 | Pays-Bas - Belgique       | Ligue des nations | RTL TVI               | 600 917         | 42,0%           | VTM                      | 866 527         | 38,5%           |
| 18 novembre 2022  | Égypte - Belgique         | Amical            | La Une                | 373 201         | 44,3%           | VTM                      | 658 375         | 60,0%           |
| 23 novembre 2022  | Belgique - Canada         | Coupe du monde    | La Une                | 1 180 443       | 67,4%           | Één                      | 1 823 753       | 63,6%           |
| 27 novembre 2022  | Belgique - Maroc          | Coupe du monde    | La Une                | 1 007 956       | 76,0%           | Één                      | 1 696 875       | 86,7%           |
| 1er décembre 2022 | Croatie - Belgique        | Coupe du monde    | La Une                | 980 432         | 77,6%           | Één                      | 1 489 441       | 85,4%           |

Source : CIM.

## Sources

### Statistiques
1. ↑  « CLASSEMENT MASCULIN », sur fifa.com, FIFA, 22 décembre 2022 (consulté le 28 décembre 2022)
2. ↑  (nl) « Kijkcijfers: 25, 26 en 27 maart 2022 », sur tvvisie.be, 28 mars 2022 (consulté le 29 avril 2022).
3. ↑  (nl) « Kijkcijfers: dinsdag 29 maart 2022 », sur tvvisie.be, 30 mars 2022 (consulté le 29 avril 2022).
4. ↑  « RÉSULTATS PUBLICS », sur cim.be, CIM.